# Hidroterapija za pse
Hidroterapija za pse je oblika hidroterapije, ki je namenjena zdravljenju kroničnih obolenj, okrevanju po operaciji, pripravi nanjo ali splošni kondicijski pripravi psov.

## Izhodišče
Število obolenj pri psih se lahko zaradi vaj z raznimi rekviziti poslabša ali pa upočasni oz. preprečuje napredek. Med obolenja spadajo displazija kolka, osteohondroza (Osteohondritis dissecans), degenerativna mielopatija (degenerative radiculomyelopathy) in izpah pogačice (luxating patella). Displazija kolka in osteohondroza spadata med najbolj pogosta obolenja pri srednje velikih do velikih čistokrvnih pasmah, npr. pri nemških ovčarjih, labradorcih ali zlatih prinašalcih. Degenerativna mielopatija je bolezen hrbtenjače, ki povzroča težave zadnjim okončinam pri nemških ovčarjih. Izpah pogačice pa je viden predvsem pri manjših pasmah in igračastih psih.
Poškodbe križnih ali katerih drugih vezi lahko pri psih po operaciji otežijo vaje z rekviziti. Psom s prekomerno telesno težo pa se lahko pri izvajanju vaj stanje poslabša, lahko pa se zaradi prekomerne teže in naprezanja pri hoji tudi poškodujejo.

## Zgodovina
Hidroterapija za ljudi je metoda, ki so jo uporabljali že v preteklosti. Številni poskusi, da bi jo formalizirali so se pričeli v 18. stoletju. Prav tako je učinkovitost morske vode pri zdravljenju ali preprečevanju poškodb nog konjev poznana že stoletja. Okoli 19. stoletja pa so izumitelji, zaradi finančnih dobičkov pri zdravljenju dirkalnih konj, pričeli z gradnjo naprav, s katerimi so želeli doseči enak učinek, kot ga ima mrzla morska voda na konje.
Industrija pasjih dirk za pasmo »hrt« je uvidela prednosti takšnega načina zdravljenja. V Združenem kraljestvu je v ospredje stopil specializirani bazen za hidroterapijo psov. Terapija se je nato razširila na vse pasme. To je pripeljalo do razvoja podvodnih tekalnih trakov, ki ob krepitvi moči zmanjšujejo pritisk na sklepe živali. Podvodni tekalni trakovi predstavljajo mejnik v rehabilitaciji psov, saj ne zavzemajo veliko prostora in kljub temu ponujajo kontrolirano zdravljenje. Prvi center za rehabilitacijo in hidroterapijo psov v Sloveniji Dogs4motion je bil uradno odprt 9. novembra 2018.

## Hidroterapevtski bazen
Zgradba hidroterapevtskega bazena za pse je različna, vendar pa vsi vsebujejo osnovne elemente. Hidroterapevtski bazen je manjši od navadnega, ki je namenjen ljudem, in je ogrevan. Učinki tople vode zelo dobro vplivajo na mišice psov. Večina bazenov ima posebno ploščad za vstop in izstop, nekateri imajo tudi pasove, s katerimi ohranijo položaj psa v vodi. Bazen ima lahko nameščene tudi ročne ali električne škripce, ki psa dvignejo iz vode. Voda v bazenu je lahko klorirana ali pa je za zdravljenje uporabljena druga, podobna kemikalija. V nekaterih bazenih pa je možna tudi uporaba toka, ki povzroča upor, zaradi katerega je pes prisiljen plavati močneje.

## Uporaba
Hidroterapija za pse lahko kot dopolnilo ali alternativa k vajam pospeši okrevanje po operaciji ali pa upočasni napredovanje degenerativnih obolenj. Lahko je uporabljena kot pred-operativna vadba, ki psu omogoča, da ohrani svojo kondicijo tudi v primeru, da se pred operacijo ne more normalno gibati. Kadar pri mladiču ugotovijo prirojeno bolezen, se lahko zgodi, da operacija ni takoj mogoča, saj mora biti psiček fizično zrel; v obdobju pred operacijo lahko ta svojo kondicijo ohrani s pomočjo hidroterapije.
Poškodbe hrbtenice ali operacije lahko pri psih povzročijo okvaro motoričnih sposobnosti, kar pa se lahko zdravi z vajami v hidroterapevtskem bazenu; ta nudi oporo in psu omogoča, da krepi mišice, medtem ko se živci regenerirajo. Prirojene bolezni lahko otežijo že osnovne vaje in povzročijo pritisk na sklepe ter ude, kar lahko nekatera obolenja še dodatno poslabša. V teh primerih hidroterapija psu omogoča, da vaje izvaja v okolju, kjer na prizadeta območja ni pritiska.
Psi s prekomerno telesno težo lahko z vajami v hidroterapevtskem bazenu izboljšajo svojo kondicijsko pripravljenost in shujšajo, brez da bi bili njihovi sklepi obremenjeni z dodatno težo. Hidroterapija je lahko uporabljena tudi kot del splošne kondicijske priprave psov.